# Werner Hoyer (Politiker, 1946)
Werner Hoyer (* 15. Juni 1946 in Drangstedt) ist ein deutscher Politiker aus Bremerhaven (SPD). Er war 20 Jahre Mitglied der Bremischen Bürgerschaft. 

## Biografie
Hoyer war als Maschinenbauingenieur in Bremerhaven tätig. Er ist seit 1972 Mitglied der SPD Bremen in Bremerhaven. Von 1983 bis 2003 war er für die SPD Mitglied der Bremischen Bürgerschaft und in verschiedene Deputationen und Ausschüssen der Bürgerschaft tätig. Er war in der 15. Wahlperiode von 1999 bis 2003 Mitglied im Bürgerschaftsausschuss Aufklärung von Tatbeständen zur unzulässigen Einflussnahme auf die Funktion, Amtsführung und Personalbesetzung des unabhängigen RPA Brhv. 